# Klasa linii
Klasa linii – oznaczenie kodowe określające maksymalny nacisk osi i maksymalny nacisk liniowy na dany szlak lub odcinek linii kolejowej. Dłuższe linie kolejowe składają się zwykle z odcinków o różnych klasach linii. Sposób klasyfikacji przedstawia tabela:
| Kod | Maks. nacisk osi      | Maks. nacisk liniowy |
| --- | --------------------- | -------------------- |
| A   | 157 kN/oś (16 t/oś)   | 49 kN/m (5 t/m)      |
| B1  | 177 kN/oś (18 t/oś)   | 49 kN/m (5 t/m)      |
| B2  | 177 kN/oś (18 t/oś)   | 63 kN/m (6,4 t/m)    |
| C2  | 196 kN/oś (20 t/oś)   | 63 kN/m (6,4 t/m)    |
| C3  | 196 kN/oś (20 t/oś)   | 71 kN/m (7,2 t/m)    |
| C4  | 196 kN/oś (20 t/oś)   | 78 kN/m (8 t/m)      |
| D2  | 221 kN/oś (22,5 t/oś) | 63 kN/m (6,4 t/m)    |
| D3  | 221 kN/oś (22,5 t/oś) | 71 kN/m (7,2 t/m)    |
| D4  | 221 kN/oś (22,5 t/oś) | 78 kN/m (8 t/m)      |